# Atractodenchelys
Atractodenchelys – rodzaj ryb promieniopłetwych z podrodziny Ilyophinae w obrębie rodziny Synaphobranchidae.

## Rozmieszczenie geograficzne
Do rodzaju należą gatunki występujące w wodach zachodniego Oceanu Atlantyckiego oraz zachodniego i południowo-zachodniego Oceanu Spokojnego.

## Morfologia
Długość ciała do 56,5 cm; masa ciała (największa opublikowana).

## Systematyka
Rodzaj zdefiniowało w 1970 roku małżeństwo amerykańskich ichtiologów, Catherine Hale Robins & Charles Richard Robins, w artykule poświęconym rodzinie Dysommidae, jej osteologii i składowi, włącznie z opisem nowego rodzaju i gatunku, opublikowanym w czasopiśmie Proceedings of the Academy of Natural Sciences of Philadelphia. Gatunkiem typowym jest (oryginalne oznaczenie (również monotypowe)) A. phrix.

### Etymologia
Atractodenchelys: gr. ατρακτος atraktos ‘strzała’; οδους odous, οδοντος odontos ‘ząb’; εγχελυς enkhelus ‘węgorz’.

### Podział systematyczny
Do rodzaju należą następujące gatunki:
- Atractodenchelys brevitrunca Vo & Ho, 2020
- Atractodenchelys phrix Robins & Robins, 1970
- Atractodenchelys robinsorum Karmovskaya, 2003